# Methanothermococcus
Genre
Espèces de rang inférieur
- M. okinawensis
- M. thermolithotrophicus

Methanothermococcus est un genre d'archées méthanogènes thermophiles de la famille des Methanococcaceae. 